# Tabak-Mosaik-Satelliten-Virus

Schemazeichnung eines Virions der Gattung Virtovirus, Querschnitt und Seitenansicht

Das einfache Genom der Satellitenvirus-Gattungen Virtovirus, Papanivirus und Aumaivirus

Das Tabak-Mosaik-Satelliten-Virus (syn. Tabak-Nekrose-Satelliten-Virus, englisch Tobacco mosaic satellite virus, STMV, syn. Tobacco necrosis satellite virus, STNV) ist ein Satellitenvirus der Spezies Tobacco virtovirus 1, Gattung Virtovirus, das erstmals am Blaugrünen Tabak (auch Baum- oder Strauchtabak, Nicotiana glauca, Fam. Solanaceae) aus Südkalifornien (USA) berichtet wurde. Sein Genom besteht aus einer linearen Einzelstrang-RNA mit positiver Polarität.
Das Tabak-Mosaik-Satelliten-Virus ist ein kleines ikosaedrisches Pflanzenvirus, das die Symptome einer Infektion durch das Tabakmosaikvirus (englisch Tobacco mosaic virus, TMV, Fam. Virgaviridae, Gattung Tobamovirus) verschlimmert. Satellitenviren gehören zu den kleinsten möglichen replizierenden Einheiten der Natur. Sie erreichen dies, indem sie sich sowohl die Wirtszelle als auch ein Wirtsvirus (in diesem Fall TMV) benutzen, um die zur Vermehrung erforderliche Maschinerie zu erhalten. Das gesamte STMV-Virion (Virusteilchen) besteht aus 60 identischen Kopien eines einzelnen Proteins (Kapsidprotein, CP), aus denen das virale Kapsid besteht, und einem einzelsträngigen RNA-Genom mit 1063 Nukleotiden, das für das Kapsid und ein anderes Protein mit unbekannter Funktion kodiert.

## Systematik
- Gattung Virtovirus[4]

- Spezies Tobacco virtovirus 1 (offiziell)

- Tabak-Mosaik-Satelliten-Virus, englisch Tobacco necrosis satellite virus, alias Tabak-Nekrose-Satelliten-Virus, englisch Tobacco mosaic satellite virus (STMV, STNV)

- Spezies „Grapevine satellite virus“ (SGVV) (Vorschlag)

Man unterscheide diese Spezies bzw. diesen Stamm von solchen der Gattung Albetovirus:
- Spezies Tobacco albetovirus 1, 2 und 3 mit Satellite tobacco necrosis virus 1, 2 respektive C (STNV-1, 2 bzw. C)